# Lord Methven
Lord Methven war ein erblicher britischer Adelstitel in der Peerage of Scotland.
Der Titel wurde am 17. Juli 1528 von König Jakob V. durch Letters Patent an Henry Stewart, den zweiten Sohn des Andrew Stewart, 1. Lord Avondale verliehen. Beim kinderlosen Tod seines Enkels, des 3. Lords, um 1580 erlosch der Titel.
Familiensitz der Lords war Methven Castle nahe dem Ort Methven in Perthshire.

## Liste der Lords Methven (1528)
- Henry Stewart, 1. Lord Methven (um 1497–um 1555)
- Henry Stewart, 2. Lord Methven († 1572)
- Henry Stewart, 3. Lord Methven († um 1580)